# 缅甸广播电视台
缅甸广播电视台，旧称“缅甸广播公司”（Burma Broadcasting Service，简称BBS），是缅甸联邦共和国的一家国营广播电视播出机构。其电视部门总部位于缅甸仰光甘马育镇区，电台广播部门（缅甸广播电台）总部位于缅甸内比都。

## 历史

### 广播电台
缅甸广播始于1936年，当时的缅甸还属于英属印度的一部分。1946年，英属缅甸当局建立了“缅甸广播公司”，旗下广播电台“缅甸之声”（ဗမာ့အသံ，拉丁化转写：Bama Athan）于同年2月15日开播，以缅甸语和英语播音，内容包括新闻、娱乐及教育类节目。1948年缅甸独立之后，电台名称改为“Myanma Athan”（မြန်မာ့အသံ，中文仍译作“缅甸之声”）。1988年军政府上台之后，“缅甸之声”更名为“缅甸广播电台”。1997年，“缅甸广播公司”更名为“缅甸广播电视台”。
在仰光城市FM于2001年开播之前，缅甸广播电台是缅甸国内唯一的合法电台。2007年之前，缅甸广播电台在仰光制作播出，2007年之后，广播部门搬迁到缅甸新首都内比都。

### 电视台
1979年，电视技术传入缅甸，当年，在日本的援助下:20，缅甸首都仰光进行了电视信号传输实验。1980年6月3日，缅甸的国营电视台建立，同年11月1日开始正式播送电视节目，采用NTSC制式:20。在1995年缅甸军方创办妙瓦底电视台前，缅甸电视台是该国唯一的电视台。
在创办电视频道初期，MRTV的电视节目仅在仰光及附近的城市播出，随着转播台的建设，1988年该台在缅甸覆盖了全国53.95%的人口，1990年以后又增至82.45%:19。截至2015年，MRTV在缅甸全国已有195个电视发射台。
2013年，MRTV开始播出数字电视节目，使用DVB-T2制式。MRTV的新闻节目同时进行了改版，每天播出时间也从原来的10小时延长至18小时。

## 旗下频道

### 广播频率
- 缅甸广播电台
  - 内比都：AM 594kHz；仰光：AM 576kHz，FM 104MHz（仰光分台部分时段播出自办节目）
- 缅甸广播电台少数民族广播
- 缅甸广播电台远程教育广播

其中少数民族广播每天17:30-19:00（缅甸时间）播出果敢语（汉语云南方言）节目。

### 电视频道
目前，缅甸广播电视台主要运行MRTV（新闻综合频道）, MITV（英语国际频道，前称MRTV-3）以及MRTV-4（以娱乐节目为主）三个频道。